# NGC 1211
NGC 1211 é uma galáxia espiral barrada (SB0-a) localizada na direcção da constelação de Cetus. Possui uma declinação de -00° 47' 39" e uma ascensão recta de 3 horas, 06 minutos e 52,4 segundos.
A galáxia NGC 1211 foi descoberta em 27 de Novembro de 1880 por Édouard Jean-Marie Stephan.